# Aeroporto Internacional de Macapá
O Aeroporto Internacional de Macapá (IATA: MCP, ICAO: SBMQ) é um aeroporto internacional no município de Macapá, no Amapá. O aeroporto opera voos para várias cidades brasileiras e atualmente tem capacidade para receber aviões de grande porte como o Boeing 767 e o Airbus A330. O aeroporto é o 35º mais movimentado do Brasil e o 5º da Região Norte.
Foram retomadas as suas obras de ampliação, que elevarão a capacidade de 750 mil de passageiros/ano para 4,5 milhões, e sua inauguração foi realizada em 12 de abril de 2019.
O Aeroporto Internacional de Macapá, foi projetado pelo arquiteto Michereff. O aeroporto está construído em uma  área patrimonial de 12.838.316 m². A edificação do terminal de passageiros possui dois pavimentos, do tipo linear  e com uma área construída de 2.913,73 m². No pavimento térreo estão localizadas as seguintes áreas: pré-embarque (check-in), embarque doméstico e internacional, desembarque doméstico e internacional, lanchonetes, órgãos públicos e empresas aéreas. No pavimento superior, está localizado o bloco administrativo da INFRAERO, sala da receita federal e terraço.
A pista de pouso e decolagem mede 2.100m de comprimento e 45m de largura, e duas cabeceiras 08 e 26. A natureza do piso é Asfáltico sendo o seu PCN 48/F/C/X/T. O  pátio principal de estacionamento de aeronaves possui uma área de 11.000 m², com pavimentação asfáltica e ilhas de concreto, com 04 posições de estacionamento, onde a maior aeronave que opera é o Boeing 737-800, podendo operar até aeronaves AIRBUS A320 e Embraer E195 . A área para a aviação geral abrange 10.900 m², com capacidade para 12 aeronaves.
Macapá é um dos pouquíssimos aeroportos onde qualquer pessoa pode livremente entrar e sair do duty free sem ser passageiro, doméstico ou internacional. Tal fato deve-se à Área de Livre Comércio de Macapá e Santana - ALCMS, que trouxe privilégios alfandegários aos dois municípios. Outra franquia também oferecida é a gratuidade universal no estacionamento.
O aeroporto possui diversos voos semanais para Belém e Brasília pelas companhias LATAM Airlines Brasil, Azul Linhas Aéreas Brasileiras e Gol Linhas Aéreas Inteligentes e contará com um voo semanal nos dias de sábado para Recife pela Azul a partir de 14 de Outubro de 2019.
Desde 4 de agosto de 2023, é administrada pela Norte da Amazônia Airports, concessionária formada pelas empresas Socicam e Dix Empreendimentos.

## História
Com a criação do TFA em 1943, surgiu o primeiro campo de pouso na atual avenida FAB. Em 1953 foi instalado o Serviço de Aeronáutica (Saer), composto por um hangar e um avião Bonanza Beechcraft A 36; a sistematização de frequência de voos ficou consolidada. O avião foi adquirido com o objetivo de atender com mais rapidez a cobertura dos serviços administrativos do governo e, ao mesmo tempo, auxiliar a população no transporte de medicamentos para o interior ou de pessoas doentes para Belém. O então governador Janary Nunes convidou o coronel Belarmino Bravo, da Força Aérea Boliviana, para fundar o Aeroclube de Macapá em 1956, para desenvolver, basicamente, atividades na área social e recreativa.
Em 1958 o governador Pauxy Nunes transferiu o campo de pouso para o bairro Jesus de Nazaré devido a expansão do Centro da cidade. Em fevereiro de 1979 a administração foi passada para a Infraero. Na década de 1990, o aeroporto ganhou relevância com a criação da Área de Livre Comércio de Macapá e Santana (ALCMS), o que possibilitou oportunidades de negócios para a economia amapaense, principalmente na indústria, comércio e turismo, focada nas relações com a América Central, América do Norte e a Europa.
Em 2004 iniciaram as construções do novo terminal de passageiros a pedido então senador pelo Amapá, José Sarney. Através do decreto Nº 11.931, de 22 de abril de 2009 do então presidente Luiz Inácio Lula da Silva, o aeroporto passou a se chamar oficialmente de Alberto Alcolumbre. Em 2012 várias melhorias foram realizadas no antigo terminal, como a troca do piso e do forro, além da reforma de sanitários, assim como a construção de módulos operacionais para as salas de embarque e desembarque, a revitalização da fachada e a ampliação do terminal de passageiros e do pátio de aeronaves.

## Novo terminal

### Início das construções
As construções do novo terminal de passageiros começaram em 2005 e foram inicialmente orçados em 112 milhões de reais. Sarney havia conseguido a ampliação do novo aeroporto através de um pedido feito pessoalmente ao então presidente Lula. Segundo o lobista Geraldo Magela Fernandes da Rocha, que trabalhava para uma das responsáveis pela obra, a Construtora Gautama, o aeroporto seria "uma homenagem" do ex-senador ao então presidente da Infraero e deputado federal Carlos Wilson (PT-PE), que havia falecido em abril de 2009. A previsão de entrega seria para 2008, porém as obras foram paralisadas um ano antes devido indícios de irregularidades.

### Investigações do TCU e a Operação Navalha
Em 17 de junho de 2009, a Polícia Federal havia aberto um inquérito para investigar a ampliação do aeroporto, que segundo o Tribunal de Contas da União houve superfaturamento e danos ao erário num valor de aproximadamente 16,3 milhões de reais, a preços de 2008. O TCU proferiu várias deliberações no sentido de buscar solucionar as irregularidades e permitir a continuidade das obras. No entanto, não houve contribuição da Infraero, que repetidamente deixou de atender às determinações do tribunal e, posteriormente, rescindiu unilateralmente o contrato com a Construtora Gautama Ltda. Os primeiros indícios de irregularidades foram apurados na Operação Navalha, deflagrada em abril de 2007 para investigar fraudes em licitações de obras públicas. O principal alvo da polícia foi Zuleido Veras, dono da construtora.

### Retomada das obras e a Inauguração
O então ministro da Aviação, Eliseu Padilha, havia assinado a ordem de serviço para a retomada das obras em 27 de julho de 2015 com o lançamento de um novo edital, na qual as construções retornaram em 2016 após anos paralisadas. O investimento foi de 163 milhões de reais, resultado da emenda da Bancada amapaense. Dividida em duas etapas, a primeira foi a construção do novo terminal e do estacionamento de veículos, a segunda  está prevista para julho de 2019, que será a ampliação do pátio de aeronaves no local onde funcionou o antigo terminal de passageiros. Em 12 de abril de 2019 ocorreu a inauguração do terminal na presença dos senadores Randolfe Rodrigues, Lucas Barreto e do presidente do Senado Davi Alcolumbre, também estiveram presente o governador Waldez Góes, o prefeito Clécio Luis e o presidente da República Jair Bolsonaro com as demais autoridades locais.
"A ampliação do aeroporto internacional de Macapá foi entregue ao povo amapaense, nesta sexta-feira (12) de abril de 2019, quase 15 anos após o início das obras. A conclusão das melhorias na estrutura foi possível por meio da liberação da emenda impositiva da bancada federal do Amapá, no valor de R$ 163 milhões, em 2017. Na época, o grupo de parlamentares era liderado por Davi Alcolumbre (Democratas-AP).
A cerimônia de inauguração contou com a presença do presidente da República, Jair Bolsonaro. O Amapá é o primeiro estado da região Norte que o chefe do Executivo visitou após assumir o cargo." Fonte (https://www.diariodoamapa.com.br/cadernos/politica/apos-15-anos-novo-aeroporto-de-macapa-e-inaugurado/)

## Movimento[18]
| Ano     | Movimento (Passageiros) | %        | Rank Nacional |
| ------- | ----------------------- | -------- | ------------- |
| 2003    | 324.170                 | ---      | 26            |
| 2004    | 392.775                 | + 21,1%  | 25            |
| 2005    | 414.481                 | + 5,5%   | 29            |
| 2006    | 480.377                 | + 15,8%  | 28            |
| 2007    | 526.570                 | + 9,6%   | 26            |
| 2008    | 493.999                 | - 6,1%   | 27            |
| 2009    | 456.929                 | - 4,8%   | 32            |
| 2010    | 515.316                 | + 12,7%  | 32            |
| 2011    | 560.317                 | - 11,64% | 32            |
| 2012    | 573.560                 | + 73,19% | 33            |
| 2013    | 663.524                 | ---      | 39            |
| 2014    | 718.480                 | ---      | 36            |
| 2015    | 654.346                 | - 13%    | 36            |
| FEV2016 | 93.324                  | ---      | ---           |